# أسطورة تيودور

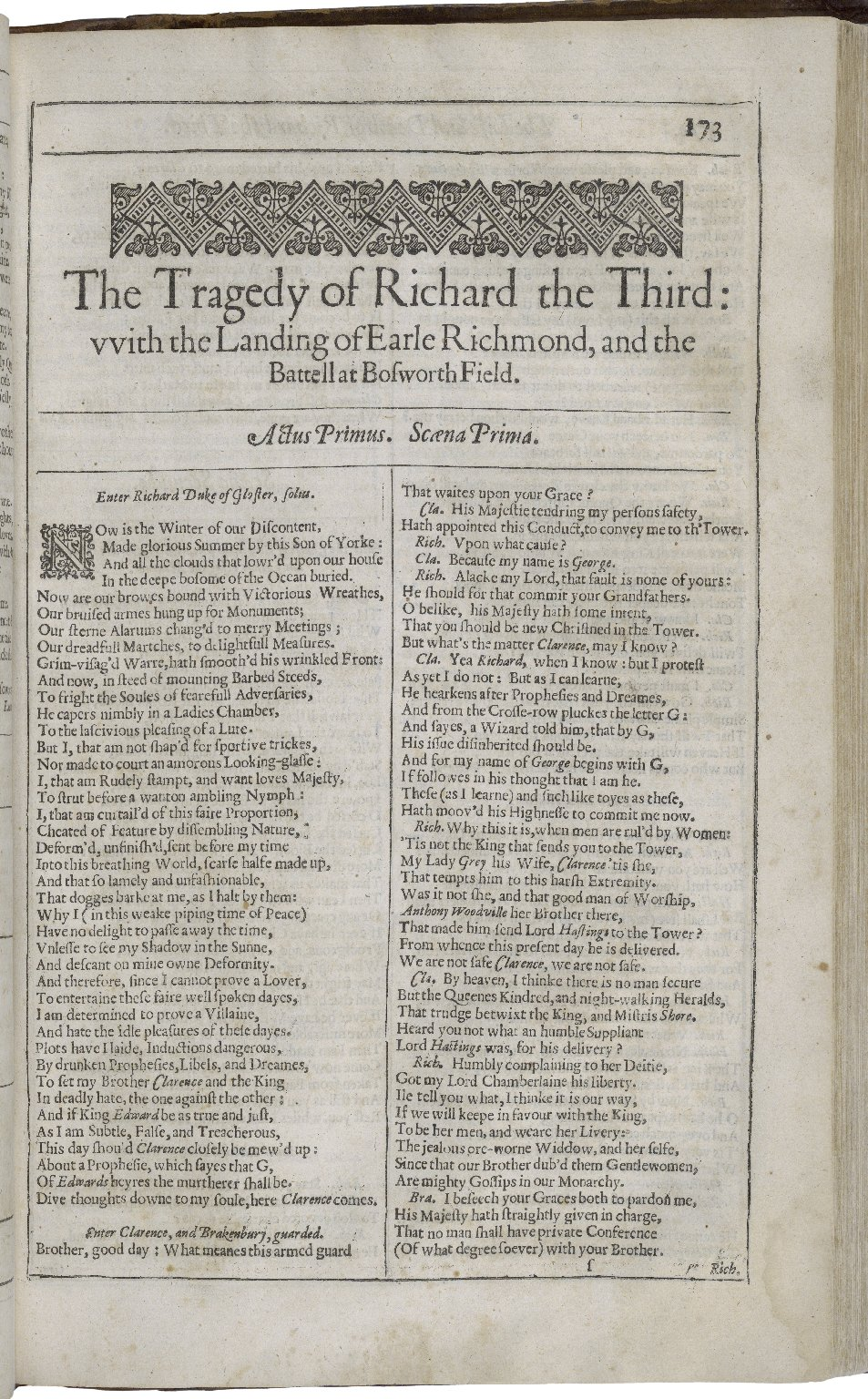
الصفحة الرئيسية لريتشارد الثالث، مطبوعة في الطبعة الثانية من عام 1632

أسطورة تيودور هي أسطورة في التاريخ الإنجليزي والأدب الذي يمثل فترة القرن الخامس عشر، بما في ذلك حروب الوردتين، في إنجلترا كعصر مظلم من الفوضى السياسية وسفك الدماء. و قد خدم الغرض السياسي لتعزيز فترة تيودور في القرن السادس عشر كعصر ذهبي من السلام وانتشار القانون والنظام والازدهار.